# Idiomorfizm
Idiomorfizm = automorfizm – występowanie minerałów w skałach w postaci kryształów o symetrii odpowiadającej ich budowie wewnętrznej, ograniczonej płaskimi ścianami.
Kryształy, które wykrystalizowały wcześniej niż kryształy innego składnika magmy są lepiej wykształcone i zbudowane prawidłowo.

## Przykład idiomorfizmu
Przykładem idiomorfizmu mogą być kryształy pirytu:

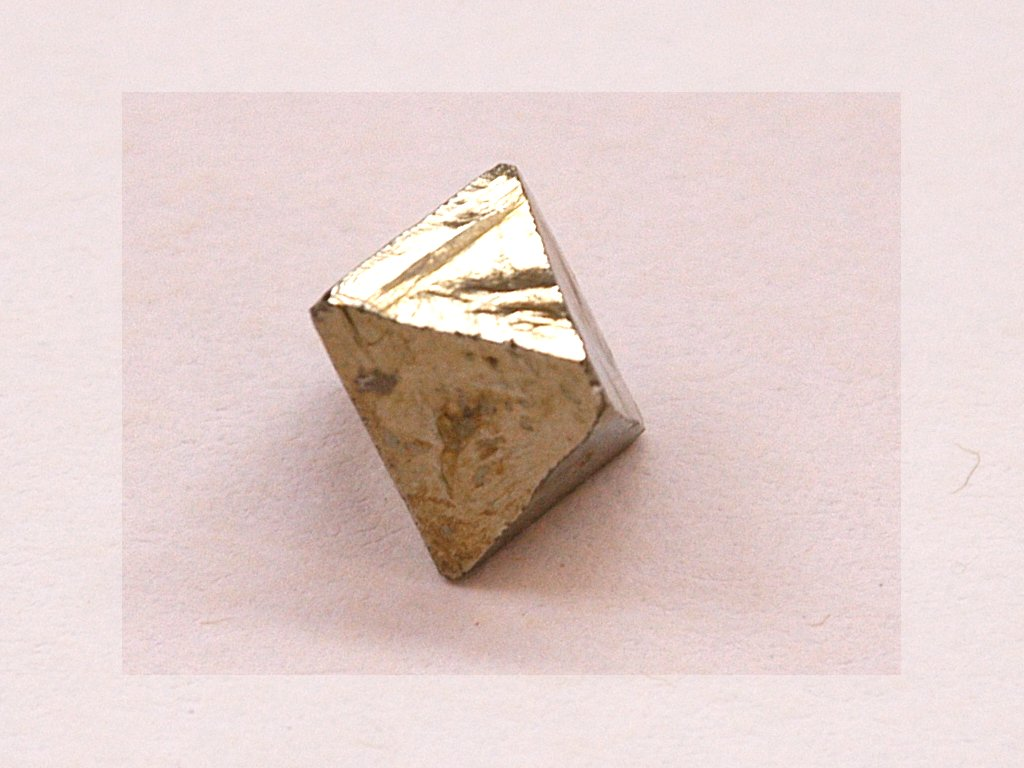
piryt - oktaedr
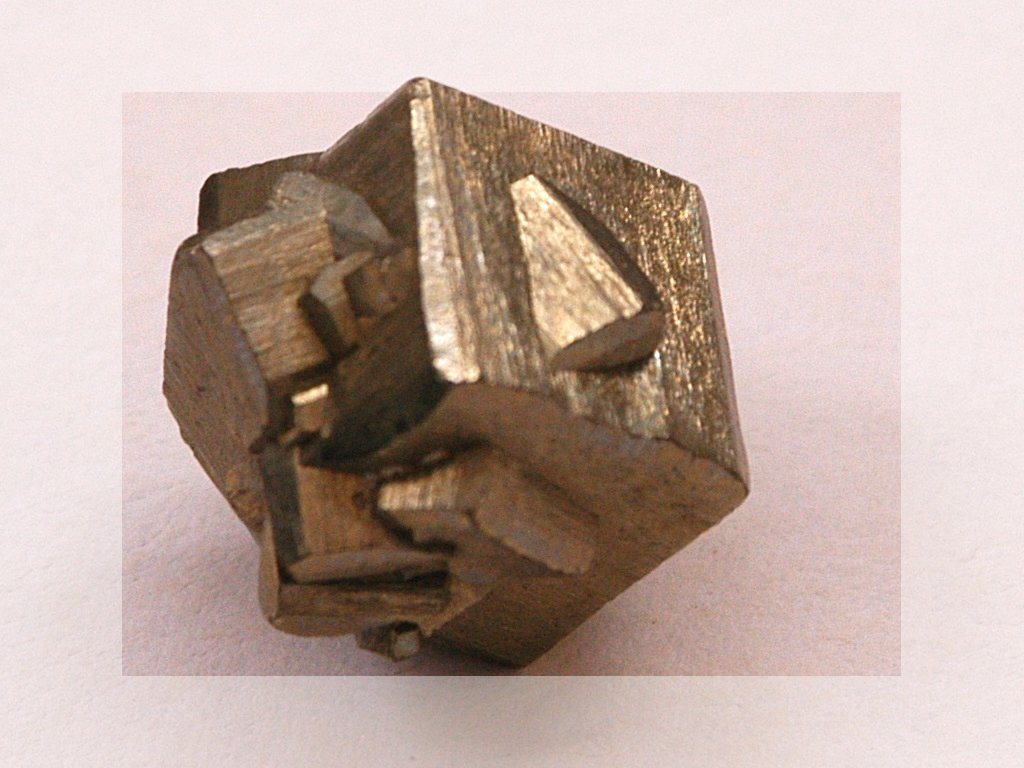
piryt - kryształy przerosłe

Wszystkie osobniki tego minerału mają taką samą symetrię, ponieważ symetria wewnętrzna jest niezmienna i kiedy się odzwierciedla w postaci zewnętrznej minerału tworzą się kryształy bliskie doskonałości.  Mimo że ten sam minerał może tworzyć rozmaite typy kryształów, wszystkie one mają te same elementy symetrii. Idiomorficzne kryształy jednego rodzaju minerału mogą się pozornie różnić bardzo od siebie chociażby z powodu zniekształceń w czasie wzrostu, co utrudnia rozpoznanie symetrii.
Zawsze, gdy kryształy mogą swobodnie wykształcić swoją postać (idiomorfizm), tworzą się formy prawidłowe, na których ich symetria jest dobrze rozpoznawalna. Z tego względu ważnym krokiem w rozpoznawaniu minerałów jest przyporządkowanie identyfikowanego kryształu do jednego z siedmiu układów krystalograficznych.